# Парада поноса у Сплиту
Сплит прајд (Split Pride) је ЛГБТ манифестација, односно парада поноса ЛГБТ особа у Сплиту, први пут одржана 11. 6. 2011. у организацији удружења Искорак, Контра и Домине. 

## Први Сплит прајд
Иако се у Хрватској готово целу деценију одржава Zagreb Pride, најава одржавања сличне манифестације у Сплиту је изазвала жестоке контроверзе и негодовање дела тамошње јавности. Поворка, у којој је учествовало двестотинак учесника, углавном из Загреба и иностранства, те уз подршку неколико сплитских левих и либералних интелектуалаца, на Риви је камењем и другим пројектилима нападнута од око педесет пута бројније групе од 10 хиљада демонстраната. Том приликом је повређено неколико људи, те је полиција донела одлуку да се скуп прекине а учесници евакуишу. Ухапшено је стотинак особа, а насиље је изазвао бројне осуде у хрватској и међународној јавности.
Поједини представници Римокатоличке цркве у Хрватској показали су врло висок степен хомофобије, и то чак два професора римокатоличких школа, др Адалберт Ребић, који је изјавио да су учесници „добили шта су тражили“, док је Анте Матељан, предавач на Католичком богословском факултету изјавио да се ради о „антипроцесији која је вријеђање хришћанских вреднота“, и да „вјерник не мора подносити такво изругивање“, што је протумачено као позив на линч.